# Edward Lasker
Edward Lasker (Kempen, Imperi alemany, 3 de desembre de 1885 - Nova York, 25 de març de 1981), fou un destacat jugador d'escacs i de go, i historiador dels escacs. Se li va concedir el títol de Mestre Internacional de la FIDE el 1961. Lasker era enginyer de professió, i també escriptor de llibres.
|  |

## Primers anys
Edward Lasker va néixer a Kempen, llavors part de Prússia (Imperi alemany), actualment Kępno, a Polònia. Va estudiar a Breslau i a Charlottemburg (avui part de Berlin). Durant la I Guerra Mundial es va traslladar primer a Anglaterra i després als Estats Units, el lloc de naixement de la seva mare. Quan els Estats Units van entrar a la guerra, va ser enviat a files, però amb el dret d'exempció com a alemany. Va prescindir del seu dret d'exempció perquè li van dir que obtindria la ciutadania estatunidenca més ràpidament. Això no obstant, la guerra va acabar abans que fos efectivament reclutat. Va viure a l'Upper West Side de Nova York fins al moment de la seva mort.

## Carrera de ciències
Lasker va aconseguir graduar-se a la Universitat Tècnica de Charlottenburg en enginyeria mecànica i elèctrica. Entre 1921 i 1923, va inventar un tirallet mecànic que va salvar la vida de molts nens prematurs i li va donar a Lasker molts diners, tot i que va provocar que els seus amics es referissin a la seva persona com a the chest player (joc de paraules en anglès: chess player = jugador d'escacs; chest = pit).

## Escacs
Edward Lasker va publicar nombrosos llibres sobre dames americanes, escacs i Go. Va guanyar cinc vegades el Campionat Obert dels Estats Units (1916, 1917, 1919, 1920, i 1921). El seu millor resultat va ser la seva ajustada derrota (8.5-9.5) en un matx contra Frank J. Marshall pel Campionat dels Estats Units el 1923. Lasker va ser convidat a participar en el llegendari torneig d'escacs de Nova York de 1924, on s'enfrontà a mestres de classe mundial com Aleksandr Alekhin, José Raúl Capablanca, Akiba Rubinstein, Emanuel Lasker (un seu cosí llunyà) i Richard Réti.
La seva partida més famosa és probablement la que conté el sacrifici de dama i la posterior caça del rei contra Sir George Thomas. Després de rebre escac i mat, Thomas va dir, "Ha estat bonic" i Lasker es va emocionar per la seva esportivitat quan un espectador va traduir a l'alemany el comentari (ja que ell encara no havia après bé l'anglès). En Lasker va escriure més tard que havia guanyat la partida contra un fort jugador aficionat berlinès, i que el seu oponent li hauria dit, "Has tingut sort!, si jo hagués fet 10...Axe5 en lloc de ...De7, hauries hagut de perdre."
Tot i que Lasker va tenir un marcador negatiu contra José Raúl Capablanca, sense cap victòria, va fer-hi unes taules brillants amb negres a Nova York 1924. Lasker en general no va tenir massa sort en els escacs, per exemple, Capablanca va arribar una vegada un minut abans d'haver perdut la partida per incompareixença, a Nova York el 1915, en una partida en què Lasker va jugar la variant de Riga amb la qual tenia experiència, però Capablanca va trobar una continuació avantatjosa sobre el tauler.
Va ser amic del Campió del món d'escacs Emanuel Lasker. Hi ha certa polèmica sobre si eren o no parents. Edward Lasker va escriure en les seves memòries del Torneig de Nova York de 1924, publicades el març de 1974 en l'edició de la revista Chess Life: "No vaig descobrir si érem realment parents fins que ell (Emanuel Lasker) em va dir poc abans de morir que algú li havia mostrat l'arbre de la família Lasker, i que en una de les branques hi era jo. "

## Go
Lasker va estar profundament impressionat pel Go. Va llegir alguna cosa del joc per primera vegada en un article de revista d'Oskar Korschelt que suggeria que aquest era un rival dels escacs, una reivindicació que va trobar divertida. Després, el seu interès va ser reviscut quan va veure una partida de go a la contraportada d'un diari japonès que estava sent llegida per un client d'un cafè on ell jugava als escacs. Ell i Max Lange van agafar el diari que havia deixat i desxifrar el diagrama, però la partida no estava completa. La posició els va portar a assumir que la notació sota la partida indicava una victòria negra, però com que no sabien japonès, van haver de preguntar a un altre client japonès del cafè. Per la seva sorpresa, era un abandó per part de les negres. Només després de tres setmanes d'estudi, Max Lange va poder comprendre la raó de la victòria blanca. Aquesta experiència els va conduir a una apreciació més profunda del joc i ho van estudiar seriosament, però no van fer que s'interessessin altres escaquistes.
Després de dos anys, Emanuel Lasker, llavors campió del món, va tornar a Alemanya. Quan Edward li va dir que havia trobat un joc rival de l'escacs, aquest es va mostrar escèptic, però després d'ensenyar-les regles i jugar una partida, va comprendre que era estratègicament profund. Van començar a estudiar el govern amb Yasugoro Kitabatake, un estudiant japonès, a qui després de dos anys van aconseguir derrotar sense handicap.
Kitabatake va organitzar una partida per Edward, Emanuel i el germà d'Emanuel, Berthold, contra un matemàtic japonès que es trobava de visita i que era un fort jugador de go. Els Lasker van prendre un handicap de nou pedres i van jugar en consulta, considerant els seus moviments profundament, però el seu oponent els va derrotar sense esforç i sense gastar molt de temps de reflexió. Després de la partida, Emanuel va suggerir a Edward que viatgessin a Tòquio per a estudiar el joc. El 1911, Edward va aconseguir un treball a AEG. Després d'un any a la companyia, va intentar demanar el trasllat a l'oficina de Tòquio, però com que la companyia només demanava per Tòquio gent que tingués anglès fluid, va anar a treballar a Anglaterra primer. Va ser detingut durant la I Guerra Mundial i mai va arribar a anar a Tòquio. No obstant això, Sir Haldane Porter li va donar permís per viatjar als Estats Units. Lasker va contribuir al desenvolupament del Go als Estats Units, i conjuntament amb Karl Davis Robinson i Lee Hartman va fundar l'Associació Americana del Go.

## Llibres
- Chess strategy, E. Lasker, Plain Label books, 1915, ISBN 978-1-60303-044-1.

Consulta o descarga Estrategia de Ajedrez Arxivat 2004-08-19 at Archive.is. En Inglés. Otro sitio para leer Chess strategy.
- Chess & checkers: the way to mastership, E. Lasker, Plain Label books, 1918, ISBN 978-1-60303-041-0.

Consulta o descarga Ajedrez y Damas: el Camino a la Maestría Arxivat 2004-08-20 at Archive.is. En Inglés. Otro sitio para leer Chess & checkers.
- Go y Go-Moku, 1934 (2a ed. 1960)
- La Aventura del Ajedrez, 1949 (2a ed. 1959), ISBN 0-486-20510-X.
- Secretos del Ajedrez que Yo Aprendí de los Maestros (semi-autobiográfica e instruccional) (1951, 1969) ISBN 0-486-22266-7.
- Ajedrez para la Diversión y Ajedrez para la Sangre, 1942 (2a ed.), ISBN 0-486-20146-5.

## Partida notable
|   | a | b | c | d | e | f | g | h |   |
| 8 | a8 negres torre · b8 negres cavall · f8 negres torre · g8 negres rei · a7 negres peó · b7 negres alfil · c7 negres peó · d7 negres peó · e7 negres dama · g7 negres peó · h7 negres peó · b6 negres peó · e6 negres peó · f6 negres alfil · e5 blanques cavall · h5 blanques dama · d4 blanques peó · e4 blanques cavall · d3 blanques alfil · a2 blanques peó · b2 blanques peó · c2 blanques peó · f2 blanques peó · g2 blanques peó · h2 blanques peó · a1 blanques torre · e1 blanques rei · h1 blanques torre | a8 negres torre · b8 negres cavall · f8 negres torre · g8 negres rei · a7 negres peó · b7 negres alfil · c7 negres peó · d7 negres peó · e7 negres dama · g7 negres peó · h7 negres peó · b6 negres peó · e6 negres peó · f6 negres alfil · e5 blanques cavall · h5 blanques dama · d4 blanques peó · e4 blanques cavall · d3 blanques alfil · a2 blanques peó · b2 blanques peó · c2 blanques peó · f2 blanques peó · g2 blanques peó · h2 blanques peó · a1 blanques torre · e1 blanques rei · h1 blanques torre | a8 negres torre · b8 negres cavall · f8 negres torre · g8 negres rei · a7 negres peó · b7 negres alfil · c7 negres peó · d7 negres peó · e7 negres dama · g7 negres peó · h7 negres peó · b6 negres peó · e6 negres peó · f6 negres alfil · e5 blanques cavall · h5 blanques dama · d4 blanques peó · e4 blanques cavall · d3 blanques alfil · a2 blanques peó · b2 blanques peó · c2 blanques peó · f2 blanques peó · g2 blanques peó · h2 blanques peó · a1 blanques torre · e1 blanques rei · h1 blanques torre | a8 negres torre · b8 negres cavall · f8 negres torre · g8 negres rei · a7 negres peó · b7 negres alfil · c7 negres peó · d7 negres peó · e7 negres dama · g7 negres peó · h7 negres peó · b6 negres peó · e6 negres peó · f6 negres alfil · e5 blanques cavall · h5 blanques dama · d4 blanques peó · e4 blanques cavall · d3 blanques alfil · a2 blanques peó · b2 blanques peó · c2 blanques peó · f2 blanques peó · g2 blanques peó · h2 blanques peó · a1 blanques torre · e1 blanques rei · h1 blanques torre | a8 negres torre · b8 negres cavall · f8 negres torre · g8 negres rei · a7 negres peó · b7 negres alfil · c7 negres peó · d7 negres peó · e7 negres dama · g7 negres peó · h7 negres peó · b6 negres peó · e6 negres peó · f6 negres alfil · e5 blanques cavall · h5 blanques dama · d4 blanques peó · e4 blanques cavall · d3 blanques alfil · a2 blanques peó · b2 blanques peó · c2 blanques peó · f2 blanques peó · g2 blanques peó · h2 blanques peó · a1 blanques torre · e1 blanques rei · h1 blanques torre | a8 negres torre · b8 negres cavall · f8 negres torre · g8 negres rei · a7 negres peó · b7 negres alfil · c7 negres peó · d7 negres peó · e7 negres dama · g7 negres peó · h7 negres peó · b6 negres peó · e6 negres peó · f6 negres alfil · e5 blanques cavall · h5 blanques dama · d4 blanques peó · e4 blanques cavall · d3 blanques alfil · a2 blanques peó · b2 blanques peó · c2 blanques peó · f2 blanques peó · g2 blanques peó · h2 blanques peó · a1 blanques torre · e1 blanques rei · h1 blanques torre | a8 negres torre · b8 negres cavall · f8 negres torre · g8 negres rei · a7 negres peó · b7 negres alfil · c7 negres peó · d7 negres peó · e7 negres dama · g7 negres peó · h7 negres peó · b6 negres peó · e6 negres peó · f6 negres alfil · e5 blanques cavall · h5 blanques dama · d4 blanques peó · e4 blanques cavall · d3 blanques alfil · a2 blanques peó · b2 blanques peó · c2 blanques peó · f2 blanques peó · g2 blanques peó · h2 blanques peó · a1 blanques torre · e1 blanques rei · h1 blanques torre | a8 negres torre · b8 negres cavall · f8 negres torre · g8 negres rei · a7 negres peó · b7 negres alfil · c7 negres peó · d7 negres peó · e7 negres dama · g7 negres peó · h7 negres peó · b6 negres peó · e6 negres peó · f6 negres alfil · e5 blanques cavall · h5 blanques dama · d4 blanques peó · e4 blanques cavall · d3 blanques alfil · a2 blanques peó · b2 blanques peó · c2 blanques peó · f2 blanques peó · g2 blanques peó · h2 blanques peó · a1 blanques torre · e1 blanques rei · h1 blanques torre | 8 |
| 7 | a8 negres torre · b8 negres cavall · f8 negres torre · g8 negres rei · a7 negres peó · b7 negres alfil · c7 negres peó · d7 negres peó · e7 negres dama · g7 negres peó · h7 negres peó · b6 negres peó · e6 negres peó · f6 negres alfil · e5 blanques cavall · h5 blanques dama · d4 blanques peó · e4 blanques cavall · d3 blanques alfil · a2 blanques peó · b2 blanques peó · c2 blanques peó · f2 blanques peó · g2 blanques peó · h2 blanques peó · a1 blanques torre · e1 blanques rei · h1 blanques torre | a8 negres torre · b8 negres cavall · f8 negres torre · g8 negres rei · a7 negres peó · b7 negres alfil · c7 negres peó · d7 negres peó · e7 negres dama · g7 negres peó · h7 negres peó · b6 negres peó · e6 negres peó · f6 negres alfil · e5 blanques cavall · h5 blanques dama · d4 blanques peó · e4 blanques cavall · d3 blanques alfil · a2 blanques peó · b2 blanques peó · c2 blanques peó · f2 blanques peó · g2 blanques peó · h2 blanques peó · a1 blanques torre · e1 blanques rei · h1 blanques torre | a8 negres torre · b8 negres cavall · f8 negres torre · g8 negres rei · a7 negres peó · b7 negres alfil · c7 negres peó · d7 negres peó · e7 negres dama · g7 negres peó · h7 negres peó · b6 negres peó · e6 negres peó · f6 negres alfil · e5 blanques cavall · h5 blanques dama · d4 blanques peó · e4 blanques cavall · d3 blanques alfil · a2 blanques peó · b2 blanques peó · c2 blanques peó · f2 blanques peó · g2 blanques peó · h2 blanques peó · a1 blanques torre · e1 blanques rei · h1 blanques torre | a8 negres torre · b8 negres cavall · f8 negres torre · g8 negres rei · a7 negres peó · b7 negres alfil · c7 negres peó · d7 negres peó · e7 negres dama · g7 negres peó · h7 negres peó · b6 negres peó · e6 negres peó · f6 negres alfil · e5 blanques cavall · h5 blanques dama · d4 blanques peó · e4 blanques cavall · d3 blanques alfil · a2 blanques peó · b2 blanques peó · c2 blanques peó · f2 blanques peó · g2 blanques peó · h2 blanques peó · a1 blanques torre · e1 blanques rei · h1 blanques torre | a8 negres torre · b8 negres cavall · f8 negres torre · g8 negres rei · a7 negres peó · b7 negres alfil · c7 negres peó · d7 negres peó · e7 negres dama · g7 negres peó · h7 negres peó · b6 negres peó · e6 negres peó · f6 negres alfil · e5 blanques cavall · h5 blanques dama · d4 blanques peó · e4 blanques cavall · d3 blanques alfil · a2 blanques peó · b2 blanques peó · c2 blanques peó · f2 blanques peó · g2 blanques peó · h2 blanques peó · a1 blanques torre · e1 blanques rei · h1 blanques torre | a8 negres torre · b8 negres cavall · f8 negres torre · g8 negres rei · a7 negres peó · b7 negres alfil · c7 negres peó · d7 negres peó · e7 negres dama · g7 negres peó · h7 negres peó · b6 negres peó · e6 negres peó · f6 negres alfil · e5 blanques cavall · h5 blanques dama · d4 blanques peó · e4 blanques cavall · d3 blanques alfil · a2 blanques peó · b2 blanques peó · c2 blanques peó · f2 blanques peó · g2 blanques peó · h2 blanques peó · a1 blanques torre · e1 blanques rei · h1 blanques torre | a8 negres torre · b8 negres cavall · f8 negres torre · g8 negres rei · a7 negres peó · b7 negres alfil · c7 negres peó · d7 negres peó · e7 negres dama · g7 negres peó · h7 negres peó · b6 negres peó · e6 negres peó · f6 negres alfil · e5 blanques cavall · h5 blanques dama · d4 blanques peó · e4 blanques cavall · d3 blanques alfil · a2 blanques peó · b2 blanques peó · c2 blanques peó · f2 blanques peó · g2 blanques peó · h2 blanques peó · a1 blanques torre · e1 blanques rei · h1 blanques torre | a8 negres torre · b8 negres cavall · f8 negres torre · g8 negres rei · a7 negres peó · b7 negres alfil · c7 negres peó · d7 negres peó · e7 negres dama · g7 negres peó · h7 negres peó · b6 negres peó · e6 negres peó · f6 negres alfil · e5 blanques cavall · h5 blanques dama · d4 blanques peó · e4 blanques cavall · d3 blanques alfil · a2 blanques peó · b2 blanques peó · c2 blanques peó · f2 blanques peó · g2 blanques peó · h2 blanques peó · a1 blanques torre · e1 blanques rei · h1 blanques torre | 7 |
| 6 | a8 negres torre · b8 negres cavall · f8 negres torre · g8 negres rei · a7 negres peó · b7 negres alfil · c7 negres peó · d7 negres peó · e7 negres dama · g7 negres peó · h7 negres peó · b6 negres peó · e6 negres peó · f6 negres alfil · e5 blanques cavall · h5 blanques dama · d4 blanques peó · e4 blanques cavall · d3 blanques alfil · a2 blanques peó · b2 blanques peó · c2 blanques peó · f2 blanques peó · g2 blanques peó · h2 blanques peó · a1 blanques torre · e1 blanques rei · h1 blanques torre | a8 negres torre · b8 negres cavall · f8 negres torre · g8 negres rei · a7 negres peó · b7 negres alfil · c7 negres peó · d7 negres peó · e7 negres dama · g7 negres peó · h7 negres peó · b6 negres peó · e6 negres peó · f6 negres alfil · e5 blanques cavall · h5 blanques dama · d4 blanques peó · e4 blanques cavall · d3 blanques alfil · a2 blanques peó · b2 blanques peó · c2 blanques peó · f2 blanques peó · g2 blanques peó · h2 blanques peó · a1 blanques torre · e1 blanques rei · h1 blanques torre | a8 negres torre · b8 negres cavall · f8 negres torre · g8 negres rei · a7 negres peó · b7 negres alfil · c7 negres peó · d7 negres peó · e7 negres dama · g7 negres peó · h7 negres peó · b6 negres peó · e6 negres peó · f6 negres alfil · e5 blanques cavall · h5 blanques dama · d4 blanques peó · e4 blanques cavall · d3 blanques alfil · a2 blanques peó · b2 blanques peó · c2 blanques peó · f2 blanques peó · g2 blanques peó · h2 blanques peó · a1 blanques torre · e1 blanques rei · h1 blanques torre | a8 negres torre · b8 negres cavall · f8 negres torre · g8 negres rei · a7 negres peó · b7 negres alfil · c7 negres peó · d7 negres peó · e7 negres dama · g7 negres peó · h7 negres peó · b6 negres peó · e6 negres peó · f6 negres alfil · e5 blanques cavall · h5 blanques dama · d4 blanques peó · e4 blanques cavall · d3 blanques alfil · a2 blanques peó · b2 blanques peó · c2 blanques peó · f2 blanques peó · g2 blanques peó · h2 blanques peó · a1 blanques torre · e1 blanques rei · h1 blanques torre | a8 negres torre · b8 negres cavall · f8 negres torre · g8 negres rei · a7 negres peó · b7 negres alfil · c7 negres peó · d7 negres peó · e7 negres dama · g7 negres peó · h7 negres peó · b6 negres peó · e6 negres peó · f6 negres alfil · e5 blanques cavall · h5 blanques dama · d4 blanques peó · e4 blanques cavall · d3 blanques alfil · a2 blanques peó · b2 blanques peó · c2 blanques peó · f2 blanques peó · g2 blanques peó · h2 blanques peó · a1 blanques torre · e1 blanques rei · h1 blanques torre | a8 negres torre · b8 negres cavall · f8 negres torre · g8 negres rei · a7 negres peó · b7 negres alfil · c7 negres peó · d7 negres peó · e7 negres dama · g7 negres peó · h7 negres peó · b6 negres peó · e6 negres peó · f6 negres alfil · e5 blanques cavall · h5 blanques dama · d4 blanques peó · e4 blanques cavall · d3 blanques alfil · a2 blanques peó · b2 blanques peó · c2 blanques peó · f2 blanques peó · g2 blanques peó · h2 blanques peó · a1 blanques torre · e1 blanques rei · h1 blanques torre | a8 negres torre · b8 negres cavall · f8 negres torre · g8 negres rei · a7 negres peó · b7 negres alfil · c7 negres peó · d7 negres peó · e7 negres dama · g7 negres peó · h7 negres peó · b6 negres peó · e6 negres peó · f6 negres alfil · e5 blanques cavall · h5 blanques dama · d4 blanques peó · e4 blanques cavall · d3 blanques alfil · a2 blanques peó · b2 blanques peó · c2 blanques peó · f2 blanques peó · g2 blanques peó · h2 blanques peó · a1 blanques torre · e1 blanques rei · h1 blanques torre | a8 negres torre · b8 negres cavall · f8 negres torre · g8 negres rei · a7 negres peó · b7 negres alfil · c7 negres peó · d7 negres peó · e7 negres dama · g7 negres peó · h7 negres peó · b6 negres peó · e6 negres peó · f6 negres alfil · e5 blanques cavall · h5 blanques dama · d4 blanques peó · e4 blanques cavall · d3 blanques alfil · a2 blanques peó · b2 blanques peó · c2 blanques peó · f2 blanques peó · g2 blanques peó · h2 blanques peó · a1 blanques torre · e1 blanques rei · h1 blanques torre | 6 |
| 5 | a8 negres torre · b8 negres cavall · f8 negres torre · g8 negres rei · a7 negres peó · b7 negres alfil · c7 negres peó · d7 negres peó · e7 negres dama · g7 negres peó · h7 negres peó · b6 negres peó · e6 negres peó · f6 negres alfil · e5 blanques cavall · h5 blanques dama · d4 blanques peó · e4 blanques cavall · d3 blanques alfil · a2 blanques peó · b2 blanques peó · c2 blanques peó · f2 blanques peó · g2 blanques peó · h2 blanques peó · a1 blanques torre · e1 blanques rei · h1 blanques torre | a8 negres torre · b8 negres cavall · f8 negres torre · g8 negres rei · a7 negres peó · b7 negres alfil · c7 negres peó · d7 negres peó · e7 negres dama · g7 negres peó · h7 negres peó · b6 negres peó · e6 negres peó · f6 negres alfil · e5 blanques cavall · h5 blanques dama · d4 blanques peó · e4 blanques cavall · d3 blanques alfil · a2 blanques peó · b2 blanques peó · c2 blanques peó · f2 blanques peó · g2 blanques peó · h2 blanques peó · a1 blanques torre · e1 blanques rei · h1 blanques torre | a8 negres torre · b8 negres cavall · f8 negres torre · g8 negres rei · a7 negres peó · b7 negres alfil · c7 negres peó · d7 negres peó · e7 negres dama · g7 negres peó · h7 negres peó · b6 negres peó · e6 negres peó · f6 negres alfil · e5 blanques cavall · h5 blanques dama · d4 blanques peó · e4 blanques cavall · d3 blanques alfil · a2 blanques peó · b2 blanques peó · c2 blanques peó · f2 blanques peó · g2 blanques peó · h2 blanques peó · a1 blanques torre · e1 blanques rei · h1 blanques torre | a8 negres torre · b8 negres cavall · f8 negres torre · g8 negres rei · a7 negres peó · b7 negres alfil · c7 negres peó · d7 negres peó · e7 negres dama · g7 negres peó · h7 negres peó · b6 negres peó · e6 negres peó · f6 negres alfil · e5 blanques cavall · h5 blanques dama · d4 blanques peó · e4 blanques cavall · d3 blanques alfil · a2 blanques peó · b2 blanques peó · c2 blanques peó · f2 blanques peó · g2 blanques peó · h2 blanques peó · a1 blanques torre · e1 blanques rei · h1 blanques torre | a8 negres torre · b8 negres cavall · f8 negres torre · g8 negres rei · a7 negres peó · b7 negres alfil · c7 negres peó · d7 negres peó · e7 negres dama · g7 negres peó · h7 negres peó · b6 negres peó · e6 negres peó · f6 negres alfil · e5 blanques cavall · h5 blanques dama · d4 blanques peó · e4 blanques cavall · d3 blanques alfil · a2 blanques peó · b2 blanques peó · c2 blanques peó · f2 blanques peó · g2 blanques peó · h2 blanques peó · a1 blanques torre · e1 blanques rei · h1 blanques torre | a8 negres torre · b8 negres cavall · f8 negres torre · g8 negres rei · a7 negres peó · b7 negres alfil · c7 negres peó · d7 negres peó · e7 negres dama · g7 negres peó · h7 negres peó · b6 negres peó · e6 negres peó · f6 negres alfil · e5 blanques cavall · h5 blanques dama · d4 blanques peó · e4 blanques cavall · d3 blanques alfil · a2 blanques peó · b2 blanques peó · c2 blanques peó · f2 blanques peó · g2 blanques peó · h2 blanques peó · a1 blanques torre · e1 blanques rei · h1 blanques torre | a8 negres torre · b8 negres cavall · f8 negres torre · g8 negres rei · a7 negres peó · b7 negres alfil · c7 negres peó · d7 negres peó · e7 negres dama · g7 negres peó · h7 negres peó · b6 negres peó · e6 negres peó · f6 negres alfil · e5 blanques cavall · h5 blanques dama · d4 blanques peó · e4 blanques cavall · d3 blanques alfil · a2 blanques peó · b2 blanques peó · c2 blanques peó · f2 blanques peó · g2 blanques peó · h2 blanques peó · a1 blanques torre · e1 blanques rei · h1 blanques torre | a8 negres torre · b8 negres cavall · f8 negres torre · g8 negres rei · a7 negres peó · b7 negres alfil · c7 negres peó · d7 negres peó · e7 negres dama · g7 negres peó · h7 negres peó · b6 negres peó · e6 negres peó · f6 negres alfil · e5 blanques cavall · h5 blanques dama · d4 blanques peó · e4 blanques cavall · d3 blanques alfil · a2 blanques peó · b2 blanques peó · c2 blanques peó · f2 blanques peó · g2 blanques peó · h2 blanques peó · a1 blanques torre · e1 blanques rei · h1 blanques torre | 5 |
| 4 | a8 negres torre · b8 negres cavall · f8 negres torre · g8 negres rei · a7 negres peó · b7 negres alfil · c7 negres peó · d7 negres peó · e7 negres dama · g7 negres peó · h7 negres peó · b6 negres peó · e6 negres peó · f6 negres alfil · e5 blanques cavall · h5 blanques dama · d4 blanques peó · e4 blanques cavall · d3 blanques alfil · a2 blanques peó · b2 blanques peó · c2 blanques peó · f2 blanques peó · g2 blanques peó · h2 blanques peó · a1 blanques torre · e1 blanques rei · h1 blanques torre | a8 negres torre · b8 negres cavall · f8 negres torre · g8 negres rei · a7 negres peó · b7 negres alfil · c7 negres peó · d7 negres peó · e7 negres dama · g7 negres peó · h7 negres peó · b6 negres peó · e6 negres peó · f6 negres alfil · e5 blanques cavall · h5 blanques dama · d4 blanques peó · e4 blanques cavall · d3 blanques alfil · a2 blanques peó · b2 blanques peó · c2 blanques peó · f2 blanques peó · g2 blanques peó · h2 blanques peó · a1 blanques torre · e1 blanques rei · h1 blanques torre | a8 negres torre · b8 negres cavall · f8 negres torre · g8 negres rei · a7 negres peó · b7 negres alfil · c7 negres peó · d7 negres peó · e7 negres dama · g7 negres peó · h7 negres peó · b6 negres peó · e6 negres peó · f6 negres alfil · e5 blanques cavall · h5 blanques dama · d4 blanques peó · e4 blanques cavall · d3 blanques alfil · a2 blanques peó · b2 blanques peó · c2 blanques peó · f2 blanques peó · g2 blanques peó · h2 blanques peó · a1 blanques torre · e1 blanques rei · h1 blanques torre | a8 negres torre · b8 negres cavall · f8 negres torre · g8 negres rei · a7 negres peó · b7 negres alfil · c7 negres peó · d7 negres peó · e7 negres dama · g7 negres peó · h7 negres peó · b6 negres peó · e6 negres peó · f6 negres alfil · e5 blanques cavall · h5 blanques dama · d4 blanques peó · e4 blanques cavall · d3 blanques alfil · a2 blanques peó · b2 blanques peó · c2 blanques peó · f2 blanques peó · g2 blanques peó · h2 blanques peó · a1 blanques torre · e1 blanques rei · h1 blanques torre | a8 negres torre · b8 negres cavall · f8 negres torre · g8 negres rei · a7 negres peó · b7 negres alfil · c7 negres peó · d7 negres peó · e7 negres dama · g7 negres peó · h7 negres peó · b6 negres peó · e6 negres peó · f6 negres alfil · e5 blanques cavall · h5 blanques dama · d4 blanques peó · e4 blanques cavall · d3 blanques alfil · a2 blanques peó · b2 blanques peó · c2 blanques peó · f2 blanques peó · g2 blanques peó · h2 blanques peó · a1 blanques torre · e1 blanques rei · h1 blanques torre | a8 negres torre · b8 negres cavall · f8 negres torre · g8 negres rei · a7 negres peó · b7 negres alfil · c7 negres peó · d7 negres peó · e7 negres dama · g7 negres peó · h7 negres peó · b6 negres peó · e6 negres peó · f6 negres alfil · e5 blanques cavall · h5 blanques dama · d4 blanques peó · e4 blanques cavall · d3 blanques alfil · a2 blanques peó · b2 blanques peó · c2 blanques peó · f2 blanques peó · g2 blanques peó · h2 blanques peó · a1 blanques torre · e1 blanques rei · h1 blanques torre | a8 negres torre · b8 negres cavall · f8 negres torre · g8 negres rei · a7 negres peó · b7 negres alfil · c7 negres peó · d7 negres peó · e7 negres dama · g7 negres peó · h7 negres peó · b6 negres peó · e6 negres peó · f6 negres alfil · e5 blanques cavall · h5 blanques dama · d4 blanques peó · e4 blanques cavall · d3 blanques alfil · a2 blanques peó · b2 blanques peó · c2 blanques peó · f2 blanques peó · g2 blanques peó · h2 blanques peó · a1 blanques torre · e1 blanques rei · h1 blanques torre | a8 negres torre · b8 negres cavall · f8 negres torre · g8 negres rei · a7 negres peó · b7 negres alfil · c7 negres peó · d7 negres peó · e7 negres dama · g7 negres peó · h7 negres peó · b6 negres peó · e6 negres peó · f6 negres alfil · e5 blanques cavall · h5 blanques dama · d4 blanques peó · e4 blanques cavall · d3 blanques alfil · a2 blanques peó · b2 blanques peó · c2 blanques peó · f2 blanques peó · g2 blanques peó · h2 blanques peó · a1 blanques torre · e1 blanques rei · h1 blanques torre | 4 |
| 3 | a8 negres torre · b8 negres cavall · f8 negres torre · g8 negres rei · a7 negres peó · b7 negres alfil · c7 negres peó · d7 negres peó · e7 negres dama · g7 negres peó · h7 negres peó · b6 negres peó · e6 negres peó · f6 negres alfil · e5 blanques cavall · h5 blanques dama · d4 blanques peó · e4 blanques cavall · d3 blanques alfil · a2 blanques peó · b2 blanques peó · c2 blanques peó · f2 blanques peó · g2 blanques peó · h2 blanques peó · a1 blanques torre · e1 blanques rei · h1 blanques torre | a8 negres torre · b8 negres cavall · f8 negres torre · g8 negres rei · a7 negres peó · b7 negres alfil · c7 negres peó · d7 negres peó · e7 negres dama · g7 negres peó · h7 negres peó · b6 negres peó · e6 negres peó · f6 negres alfil · e5 blanques cavall · h5 blanques dama · d4 blanques peó · e4 blanques cavall · d3 blanques alfil · a2 blanques peó · b2 blanques peó · c2 blanques peó · f2 blanques peó · g2 blanques peó · h2 blanques peó · a1 blanques torre · e1 blanques rei · h1 blanques torre | a8 negres torre · b8 negres cavall · f8 negres torre · g8 negres rei · a7 negres peó · b7 negres alfil · c7 negres peó · d7 negres peó · e7 negres dama · g7 negres peó · h7 negres peó · b6 negres peó · e6 negres peó · f6 negres alfil · e5 blanques cavall · h5 blanques dama · d4 blanques peó · e4 blanques cavall · d3 blanques alfil · a2 blanques peó · b2 blanques peó · c2 blanques peó · f2 blanques peó · g2 blanques peó · h2 blanques peó · a1 blanques torre · e1 blanques rei · h1 blanques torre | a8 negres torre · b8 negres cavall · f8 negres torre · g8 negres rei · a7 negres peó · b7 negres alfil · c7 negres peó · d7 negres peó · e7 negres dama · g7 negres peó · h7 negres peó · b6 negres peó · e6 negres peó · f6 negres alfil · e5 blanques cavall · h5 blanques dama · d4 blanques peó · e4 blanques cavall · d3 blanques alfil · a2 blanques peó · b2 blanques peó · c2 blanques peó · f2 blanques peó · g2 blanques peó · h2 blanques peó · a1 blanques torre · e1 blanques rei · h1 blanques torre | a8 negres torre · b8 negres cavall · f8 negres torre · g8 negres rei · a7 negres peó · b7 negres alfil · c7 negres peó · d7 negres peó · e7 negres dama · g7 negres peó · h7 negres peó · b6 negres peó · e6 negres peó · f6 negres alfil · e5 blanques cavall · h5 blanques dama · d4 blanques peó · e4 blanques cavall · d3 blanques alfil · a2 blanques peó · b2 blanques peó · c2 blanques peó · f2 blanques peó · g2 blanques peó · h2 blanques peó · a1 blanques torre · e1 blanques rei · h1 blanques torre | a8 negres torre · b8 negres cavall · f8 negres torre · g8 negres rei · a7 negres peó · b7 negres alfil · c7 negres peó · d7 negres peó · e7 negres dama · g7 negres peó · h7 negres peó · b6 negres peó · e6 negres peó · f6 negres alfil · e5 blanques cavall · h5 blanques dama · d4 blanques peó · e4 blanques cavall · d3 blanques alfil · a2 blanques peó · b2 blanques peó · c2 blanques peó · f2 blanques peó · g2 blanques peó · h2 blanques peó · a1 blanques torre · e1 blanques rei · h1 blanques torre | a8 negres torre · b8 negres cavall · f8 negres torre · g8 negres rei · a7 negres peó · b7 negres alfil · c7 negres peó · d7 negres peó · e7 negres dama · g7 negres peó · h7 negres peó · b6 negres peó · e6 negres peó · f6 negres alfil · e5 blanques cavall · h5 blanques dama · d4 blanques peó · e4 blanques cavall · d3 blanques alfil · a2 blanques peó · b2 blanques peó · c2 blanques peó · f2 blanques peó · g2 blanques peó · h2 blanques peó · a1 blanques torre · e1 blanques rei · h1 blanques torre | a8 negres torre · b8 negres cavall · f8 negres torre · g8 negres rei · a7 negres peó · b7 negres alfil · c7 negres peó · d7 negres peó · e7 negres dama · g7 negres peó · h7 negres peó · b6 negres peó · e6 negres peó · f6 negres alfil · e5 blanques cavall · h5 blanques dama · d4 blanques peó · e4 blanques cavall · d3 blanques alfil · a2 blanques peó · b2 blanques peó · c2 blanques peó · f2 blanques peó · g2 blanques peó · h2 blanques peó · a1 blanques torre · e1 blanques rei · h1 blanques torre | 3 |
| 2 | a8 negres torre · b8 negres cavall · f8 negres torre · g8 negres rei · a7 negres peó · b7 negres alfil · c7 negres peó · d7 negres peó · e7 negres dama · g7 negres peó · h7 negres peó · b6 negres peó · e6 negres peó · f6 negres alfil · e5 blanques cavall · h5 blanques dama · d4 blanques peó · e4 blanques cavall · d3 blanques alfil · a2 blanques peó · b2 blanques peó · c2 blanques peó · f2 blanques peó · g2 blanques peó · h2 blanques peó · a1 blanques torre · e1 blanques rei · h1 blanques torre | a8 negres torre · b8 negres cavall · f8 negres torre · g8 negres rei · a7 negres peó · b7 negres alfil · c7 negres peó · d7 negres peó · e7 negres dama · g7 negres peó · h7 negres peó · b6 negres peó · e6 negres peó · f6 negres alfil · e5 blanques cavall · h5 blanques dama · d4 blanques peó · e4 blanques cavall · d3 blanques alfil · a2 blanques peó · b2 blanques peó · c2 blanques peó · f2 blanques peó · g2 blanques peó · h2 blanques peó · a1 blanques torre · e1 blanques rei · h1 blanques torre | a8 negres torre · b8 negres cavall · f8 negres torre · g8 negres rei · a7 negres peó · b7 negres alfil · c7 negres peó · d7 negres peó · e7 negres dama · g7 negres peó · h7 negres peó · b6 negres peó · e6 negres peó · f6 negres alfil · e5 blanques cavall · h5 blanques dama · d4 blanques peó · e4 blanques cavall · d3 blanques alfil · a2 blanques peó · b2 blanques peó · c2 blanques peó · f2 blanques peó · g2 blanques peó · h2 blanques peó · a1 blanques torre · e1 blanques rei · h1 blanques torre | a8 negres torre · b8 negres cavall · f8 negres torre · g8 negres rei · a7 negres peó · b7 negres alfil · c7 negres peó · d7 negres peó · e7 negres dama · g7 negres peó · h7 negres peó · b6 negres peó · e6 negres peó · f6 negres alfil · e5 blanques cavall · h5 blanques dama · d4 blanques peó · e4 blanques cavall · d3 blanques alfil · a2 blanques peó · b2 blanques peó · c2 blanques peó · f2 blanques peó · g2 blanques peó · h2 blanques peó · a1 blanques torre · e1 blanques rei · h1 blanques torre | a8 negres torre · b8 negres cavall · f8 negres torre · g8 negres rei · a7 negres peó · b7 negres alfil · c7 negres peó · d7 negres peó · e7 negres dama · g7 negres peó · h7 negres peó · b6 negres peó · e6 negres peó · f6 negres alfil · e5 blanques cavall · h5 blanques dama · d4 blanques peó · e4 blanques cavall · d3 blanques alfil · a2 blanques peó · b2 blanques peó · c2 blanques peó · f2 blanques peó · g2 blanques peó · h2 blanques peó · a1 blanques torre · e1 blanques rei · h1 blanques torre | a8 negres torre · b8 negres cavall · f8 negres torre · g8 negres rei · a7 negres peó · b7 negres alfil · c7 negres peó · d7 negres peó · e7 negres dama · g7 negres peó · h7 negres peó · b6 negres peó · e6 negres peó · f6 negres alfil · e5 blanques cavall · h5 blanques dama · d4 blanques peó · e4 blanques cavall · d3 blanques alfil · a2 blanques peó · b2 blanques peó · c2 blanques peó · f2 blanques peó · g2 blanques peó · h2 blanques peó · a1 blanques torre · e1 blanques rei · h1 blanques torre | a8 negres torre · b8 negres cavall · f8 negres torre · g8 negres rei · a7 negres peó · b7 negres alfil · c7 negres peó · d7 negres peó · e7 negres dama · g7 negres peó · h7 negres peó · b6 negres peó · e6 negres peó · f6 negres alfil · e5 blanques cavall · h5 blanques dama · d4 blanques peó · e4 blanques cavall · d3 blanques alfil · a2 blanques peó · b2 blanques peó · c2 blanques peó · f2 blanques peó · g2 blanques peó · h2 blanques peó · a1 blanques torre · e1 blanques rei · h1 blanques torre | a8 negres torre · b8 negres cavall · f8 negres torre · g8 negres rei · a7 negres peó · b7 negres alfil · c7 negres peó · d7 negres peó · e7 negres dama · g7 negres peó · h7 negres peó · b6 negres peó · e6 negres peó · f6 negres alfil · e5 blanques cavall · h5 blanques dama · d4 blanques peó · e4 blanques cavall · d3 blanques alfil · a2 blanques peó · b2 blanques peó · c2 blanques peó · f2 blanques peó · g2 blanques peó · h2 blanques peó · a1 blanques torre · e1 blanques rei · h1 blanques torre | 2 |
| 1 | a8 negres torre · b8 negres cavall · f8 negres torre · g8 negres rei · a7 negres peó · b7 negres alfil · c7 negres peó · d7 negres peó · e7 negres dama · g7 negres peó · h7 negres peó · b6 negres peó · e6 negres peó · f6 negres alfil · e5 blanques cavall · h5 blanques dama · d4 blanques peó · e4 blanques cavall · d3 blanques alfil · a2 blanques peó · b2 blanques peó · c2 blanques peó · f2 blanques peó · g2 blanques peó · h2 blanques peó · a1 blanques torre · e1 blanques rei · h1 blanques torre | a8 negres torre · b8 negres cavall · f8 negres torre · g8 negres rei · a7 negres peó · b7 negres alfil · c7 negres peó · d7 negres peó · e7 negres dama · g7 negres peó · h7 negres peó · b6 negres peó · e6 negres peó · f6 negres alfil · e5 blanques cavall · h5 blanques dama · d4 blanques peó · e4 blanques cavall · d3 blanques alfil · a2 blanques peó · b2 blanques peó · c2 blanques peó · f2 blanques peó · g2 blanques peó · h2 blanques peó · a1 blanques torre · e1 blanques rei · h1 blanques torre | a8 negres torre · b8 negres cavall · f8 negres torre · g8 negres rei · a7 negres peó · b7 negres alfil · c7 negres peó · d7 negres peó · e7 negres dama · g7 negres peó · h7 negres peó · b6 negres peó · e6 negres peó · f6 negres alfil · e5 blanques cavall · h5 blanques dama · d4 blanques peó · e4 blanques cavall · d3 blanques alfil · a2 blanques peó · b2 blanques peó · c2 blanques peó · f2 blanques peó · g2 blanques peó · h2 blanques peó · a1 blanques torre · e1 blanques rei · h1 blanques torre | a8 negres torre · b8 negres cavall · f8 negres torre · g8 negres rei · a7 negres peó · b7 negres alfil · c7 negres peó · d7 negres peó · e7 negres dama · g7 negres peó · h7 negres peó · b6 negres peó · e6 negres peó · f6 negres alfil · e5 blanques cavall · h5 blanques dama · d4 blanques peó · e4 blanques cavall · d3 blanques alfil · a2 blanques peó · b2 blanques peó · c2 blanques peó · f2 blanques peó · g2 blanques peó · h2 blanques peó · a1 blanques torre · e1 blanques rei · h1 blanques torre | a8 negres torre · b8 negres cavall · f8 negres torre · g8 negres rei · a7 negres peó · b7 negres alfil · c7 negres peó · d7 negres peó · e7 negres dama · g7 negres peó · h7 negres peó · b6 negres peó · e6 negres peó · f6 negres alfil · e5 blanques cavall · h5 blanques dama · d4 blanques peó · e4 blanques cavall · d3 blanques alfil · a2 blanques peó · b2 blanques peó · c2 blanques peó · f2 blanques peó · g2 blanques peó · h2 blanques peó · a1 blanques torre · e1 blanques rei · h1 blanques torre | a8 negres torre · b8 negres cavall · f8 negres torre · g8 negres rei · a7 negres peó · b7 negres alfil · c7 negres peó · d7 negres peó · e7 negres dama · g7 negres peó · h7 negres peó · b6 negres peó · e6 negres peó · f6 negres alfil · e5 blanques cavall · h5 blanques dama · d4 blanques peó · e4 blanques cavall · d3 blanques alfil · a2 blanques peó · b2 blanques peó · c2 blanques peó · f2 blanques peó · g2 blanques peó · h2 blanques peó · a1 blanques torre · e1 blanques rei · h1 blanques torre | a8 negres torre · b8 negres cavall · f8 negres torre · g8 negres rei · a7 negres peó · b7 negres alfil · c7 negres peó · d7 negres peó · e7 negres dama · g7 negres peó · h7 negres peó · b6 negres peó · e6 negres peó · f6 negres alfil · e5 blanques cavall · h5 blanques dama · d4 blanques peó · e4 blanques cavall · d3 blanques alfil · a2 blanques peó · b2 blanques peó · c2 blanques peó · f2 blanques peó · g2 blanques peó · h2 blanques peó · a1 blanques torre · e1 blanques rei · h1 blanques torre | a8 negres torre · b8 negres cavall · f8 negres torre · g8 negres rei · a7 negres peó · b7 negres alfil · c7 negres peó · d7 negres peó · e7 negres dama · g7 negres peó · h7 negres peó · b6 negres peó · e6 negres peó · f6 negres alfil · e5 blanques cavall · h5 blanques dama · d4 blanques peó · e4 blanques cavall · d3 blanques alfil · a2 blanques peó · b2 blanques peó · c2 blanques peó · f2 blanques peó · g2 blanques peó · h2 blanques peó · a1 blanques torre · e1 blanques rei · h1 blanques torre | 1 |
|   | a | b | c | d | e | f | g | h |   |

|   | a | b | c | d | e | f | g | h |   |
| 8 | a8 negres torre · b8 negres cavall · f8 negres torre · a7 negres peó · b7 negres alfil · c7 negres peó · d7 negres peó · e7 negres dama · g7 negres peó · b6 negres peó · e6 negres peó · f6 blanques cavall · d4 blanques peó · g4 blanques cavall · h4 blanques peó · g3 blanques peó · a2 blanques peó · b2 blanques peó · c2 blanques peó · d2 blanques rei · e2 blanques alfil · f2 blanques peó · h2 blanques torre · a1 blanques torre · g1 negres rei | a8 negres torre · b8 negres cavall · f8 negres torre · a7 negres peó · b7 negres alfil · c7 negres peó · d7 negres peó · e7 negres dama · g7 negres peó · b6 negres peó · e6 negres peó · f6 blanques cavall · d4 blanques peó · g4 blanques cavall · h4 blanques peó · g3 blanques peó · a2 blanques peó · b2 blanques peó · c2 blanques peó · d2 blanques rei · e2 blanques alfil · f2 blanques peó · h2 blanques torre · a1 blanques torre · g1 negres rei | a8 negres torre · b8 negres cavall · f8 negres torre · a7 negres peó · b7 negres alfil · c7 negres peó · d7 negres peó · e7 negres dama · g7 negres peó · b6 negres peó · e6 negres peó · f6 blanques cavall · d4 blanques peó · g4 blanques cavall · h4 blanques peó · g3 blanques peó · a2 blanques peó · b2 blanques peó · c2 blanques peó · d2 blanques rei · e2 blanques alfil · f2 blanques peó · h2 blanques torre · a1 blanques torre · g1 negres rei | a8 negres torre · b8 negres cavall · f8 negres torre · a7 negres peó · b7 negres alfil · c7 negres peó · d7 negres peó · e7 negres dama · g7 negres peó · b6 negres peó · e6 negres peó · f6 blanques cavall · d4 blanques peó · g4 blanques cavall · h4 blanques peó · g3 blanques peó · a2 blanques peó · b2 blanques peó · c2 blanques peó · d2 blanques rei · e2 blanques alfil · f2 blanques peó · h2 blanques torre · a1 blanques torre · g1 negres rei | a8 negres torre · b8 negres cavall · f8 negres torre · a7 negres peó · b7 negres alfil · c7 negres peó · d7 negres peó · e7 negres dama · g7 negres peó · b6 negres peó · e6 negres peó · f6 blanques cavall · d4 blanques peó · g4 blanques cavall · h4 blanques peó · g3 blanques peó · a2 blanques peó · b2 blanques peó · c2 blanques peó · d2 blanques rei · e2 blanques alfil · f2 blanques peó · h2 blanques torre · a1 blanques torre · g1 negres rei | a8 negres torre · b8 negres cavall · f8 negres torre · a7 negres peó · b7 negres alfil · c7 negres peó · d7 negres peó · e7 negres dama · g7 negres peó · b6 negres peó · e6 negres peó · f6 blanques cavall · d4 blanques peó · g4 blanques cavall · h4 blanques peó · g3 blanques peó · a2 blanques peó · b2 blanques peó · c2 blanques peó · d2 blanques rei · e2 blanques alfil · f2 blanques peó · h2 blanques torre · a1 blanques torre · g1 negres rei | a8 negres torre · b8 negres cavall · f8 negres torre · a7 negres peó · b7 negres alfil · c7 negres peó · d7 negres peó · e7 negres dama · g7 negres peó · b6 negres peó · e6 negres peó · f6 blanques cavall · d4 blanques peó · g4 blanques cavall · h4 blanques peó · g3 blanques peó · a2 blanques peó · b2 blanques peó · c2 blanques peó · d2 blanques rei · e2 blanques alfil · f2 blanques peó · h2 blanques torre · a1 blanques torre · g1 negres rei | a8 negres torre · b8 negres cavall · f8 negres torre · a7 negres peó · b7 negres alfil · c7 negres peó · d7 negres peó · e7 negres dama · g7 negres peó · b6 negres peó · e6 negres peó · f6 blanques cavall · d4 blanques peó · g4 blanques cavall · h4 blanques peó · g3 blanques peó · a2 blanques peó · b2 blanques peó · c2 blanques peó · d2 blanques rei · e2 blanques alfil · f2 blanques peó · h2 blanques torre · a1 blanques torre · g1 negres rei | 8 |
| 7 | a8 negres torre · b8 negres cavall · f8 negres torre · a7 negres peó · b7 negres alfil · c7 negres peó · d7 negres peó · e7 negres dama · g7 negres peó · b6 negres peó · e6 negres peó · f6 blanques cavall · d4 blanques peó · g4 blanques cavall · h4 blanques peó · g3 blanques peó · a2 blanques peó · b2 blanques peó · c2 blanques peó · d2 blanques rei · e2 blanques alfil · f2 blanques peó · h2 blanques torre · a1 blanques torre · g1 negres rei | a8 negres torre · b8 negres cavall · f8 negres torre · a7 negres peó · b7 negres alfil · c7 negres peó · d7 negres peó · e7 negres dama · g7 negres peó · b6 negres peó · e6 negres peó · f6 blanques cavall · d4 blanques peó · g4 blanques cavall · h4 blanques peó · g3 blanques peó · a2 blanques peó · b2 blanques peó · c2 blanques peó · d2 blanques rei · e2 blanques alfil · f2 blanques peó · h2 blanques torre · a1 blanques torre · g1 negres rei | a8 negres torre · b8 negres cavall · f8 negres torre · a7 negres peó · b7 negres alfil · c7 negres peó · d7 negres peó · e7 negres dama · g7 negres peó · b6 negres peó · e6 negres peó · f6 blanques cavall · d4 blanques peó · g4 blanques cavall · h4 blanques peó · g3 blanques peó · a2 blanques peó · b2 blanques peó · c2 blanques peó · d2 blanques rei · e2 blanques alfil · f2 blanques peó · h2 blanques torre · a1 blanques torre · g1 negres rei | a8 negres torre · b8 negres cavall · f8 negres torre · a7 negres peó · b7 negres alfil · c7 negres peó · d7 negres peó · e7 negres dama · g7 negres peó · b6 negres peó · e6 negres peó · f6 blanques cavall · d4 blanques peó · g4 blanques cavall · h4 blanques peó · g3 blanques peó · a2 blanques peó · b2 blanques peó · c2 blanques peó · d2 blanques rei · e2 blanques alfil · f2 blanques peó · h2 blanques torre · a1 blanques torre · g1 negres rei | a8 negres torre · b8 negres cavall · f8 negres torre · a7 negres peó · b7 negres alfil · c7 negres peó · d7 negres peó · e7 negres dama · g7 negres peó · b6 negres peó · e6 negres peó · f6 blanques cavall · d4 blanques peó · g4 blanques cavall · h4 blanques peó · g3 blanques peó · a2 blanques peó · b2 blanques peó · c2 blanques peó · d2 blanques rei · e2 blanques alfil · f2 blanques peó · h2 blanques torre · a1 blanques torre · g1 negres rei | a8 negres torre · b8 negres cavall · f8 negres torre · a7 negres peó · b7 negres alfil · c7 negres peó · d7 negres peó · e7 negres dama · g7 negres peó · b6 negres peó · e6 negres peó · f6 blanques cavall · d4 blanques peó · g4 blanques cavall · h4 blanques peó · g3 blanques peó · a2 blanques peó · b2 blanques peó · c2 blanques peó · d2 blanques rei · e2 blanques alfil · f2 blanques peó · h2 blanques torre · a1 blanques torre · g1 negres rei | a8 negres torre · b8 negres cavall · f8 negres torre · a7 negres peó · b7 negres alfil · c7 negres peó · d7 negres peó · e7 negres dama · g7 negres peó · b6 negres peó · e6 negres peó · f6 blanques cavall · d4 blanques peó · g4 blanques cavall · h4 blanques peó · g3 blanques peó · a2 blanques peó · b2 blanques peó · c2 blanques peó · d2 blanques rei · e2 blanques alfil · f2 blanques peó · h2 blanques torre · a1 blanques torre · g1 negres rei | a8 negres torre · b8 negres cavall · f8 negres torre · a7 negres peó · b7 negres alfil · c7 negres peó · d7 negres peó · e7 negres dama · g7 negres peó · b6 negres peó · e6 negres peó · f6 blanques cavall · d4 blanques peó · g4 blanques cavall · h4 blanques peó · g3 blanques peó · a2 blanques peó · b2 blanques peó · c2 blanques peó · d2 blanques rei · e2 blanques alfil · f2 blanques peó · h2 blanques torre · a1 blanques torre · g1 negres rei | 7 |
| 6 | a8 negres torre · b8 negres cavall · f8 negres torre · a7 negres peó · b7 negres alfil · c7 negres peó · d7 negres peó · e7 negres dama · g7 negres peó · b6 negres peó · e6 negres peó · f6 blanques cavall · d4 blanques peó · g4 blanques cavall · h4 blanques peó · g3 blanques peó · a2 blanques peó · b2 blanques peó · c2 blanques peó · d2 blanques rei · e2 blanques alfil · f2 blanques peó · h2 blanques torre · a1 blanques torre · g1 negres rei | a8 negres torre · b8 negres cavall · f8 negres torre · a7 negres peó · b7 negres alfil · c7 negres peó · d7 negres peó · e7 negres dama · g7 negres peó · b6 negres peó · e6 negres peó · f6 blanques cavall · d4 blanques peó · g4 blanques cavall · h4 blanques peó · g3 blanques peó · a2 blanques peó · b2 blanques peó · c2 blanques peó · d2 blanques rei · e2 blanques alfil · f2 blanques peó · h2 blanques torre · a1 blanques torre · g1 negres rei | a8 negres torre · b8 negres cavall · f8 negres torre · a7 negres peó · b7 negres alfil · c7 negres peó · d7 negres peó · e7 negres dama · g7 negres peó · b6 negres peó · e6 negres peó · f6 blanques cavall · d4 blanques peó · g4 blanques cavall · h4 blanques peó · g3 blanques peó · a2 blanques peó · b2 blanques peó · c2 blanques peó · d2 blanques rei · e2 blanques alfil · f2 blanques peó · h2 blanques torre · a1 blanques torre · g1 negres rei | a8 negres torre · b8 negres cavall · f8 negres torre · a7 negres peó · b7 negres alfil · c7 negres peó · d7 negres peó · e7 negres dama · g7 negres peó · b6 negres peó · e6 negres peó · f6 blanques cavall · d4 blanques peó · g4 blanques cavall · h4 blanques peó · g3 blanques peó · a2 blanques peó · b2 blanques peó · c2 blanques peó · d2 blanques rei · e2 blanques alfil · f2 blanques peó · h2 blanques torre · a1 blanques torre · g1 negres rei | a8 negres torre · b8 negres cavall · f8 negres torre · a7 negres peó · b7 negres alfil · c7 negres peó · d7 negres peó · e7 negres dama · g7 negres peó · b6 negres peó · e6 negres peó · f6 blanques cavall · d4 blanques peó · g4 blanques cavall · h4 blanques peó · g3 blanques peó · a2 blanques peó · b2 blanques peó · c2 blanques peó · d2 blanques rei · e2 blanques alfil · f2 blanques peó · h2 blanques torre · a1 blanques torre · g1 negres rei | a8 negres torre · b8 negres cavall · f8 negres torre · a7 negres peó · b7 negres alfil · c7 negres peó · d7 negres peó · e7 negres dama · g7 negres peó · b6 negres peó · e6 negres peó · f6 blanques cavall · d4 blanques peó · g4 blanques cavall · h4 blanques peó · g3 blanques peó · a2 blanques peó · b2 blanques peó · c2 blanques peó · d2 blanques rei · e2 blanques alfil · f2 blanques peó · h2 blanques torre · a1 blanques torre · g1 negres rei | a8 negres torre · b8 negres cavall · f8 negres torre · a7 negres peó · b7 negres alfil · c7 negres peó · d7 negres peó · e7 negres dama · g7 negres peó · b6 negres peó · e6 negres peó · f6 blanques cavall · d4 blanques peó · g4 blanques cavall · h4 blanques peó · g3 blanques peó · a2 blanques peó · b2 blanques peó · c2 blanques peó · d2 blanques rei · e2 blanques alfil · f2 blanques peó · h2 blanques torre · a1 blanques torre · g1 negres rei | a8 negres torre · b8 negres cavall · f8 negres torre · a7 negres peó · b7 negres alfil · c7 negres peó · d7 negres peó · e7 negres dama · g7 negres peó · b6 negres peó · e6 negres peó · f6 blanques cavall · d4 blanques peó · g4 blanques cavall · h4 blanques peó · g3 blanques peó · a2 blanques peó · b2 blanques peó · c2 blanques peó · d2 blanques rei · e2 blanques alfil · f2 blanques peó · h2 blanques torre · a1 blanques torre · g1 negres rei | 6 |
| 5 | a8 negres torre · b8 negres cavall · f8 negres torre · a7 negres peó · b7 negres alfil · c7 negres peó · d7 negres peó · e7 negres dama · g7 negres peó · b6 negres peó · e6 negres peó · f6 blanques cavall · d4 blanques peó · g4 blanques cavall · h4 blanques peó · g3 blanques peó · a2 blanques peó · b2 blanques peó · c2 blanques peó · d2 blanques rei · e2 blanques alfil · f2 blanques peó · h2 blanques torre · a1 blanques torre · g1 negres rei | a8 negres torre · b8 negres cavall · f8 negres torre · a7 negres peó · b7 negres alfil · c7 negres peó · d7 negres peó · e7 negres dama · g7 negres peó · b6 negres peó · e6 negres peó · f6 blanques cavall · d4 blanques peó · g4 blanques cavall · h4 blanques peó · g3 blanques peó · a2 blanques peó · b2 blanques peó · c2 blanques peó · d2 blanques rei · e2 blanques alfil · f2 blanques peó · h2 blanques torre · a1 blanques torre · g1 negres rei | a8 negres torre · b8 negres cavall · f8 negres torre · a7 negres peó · b7 negres alfil · c7 negres peó · d7 negres peó · e7 negres dama · g7 negres peó · b6 negres peó · e6 negres peó · f6 blanques cavall · d4 blanques peó · g4 blanques cavall · h4 blanques peó · g3 blanques peó · a2 blanques peó · b2 blanques peó · c2 blanques peó · d2 blanques rei · e2 blanques alfil · f2 blanques peó · h2 blanques torre · a1 blanques torre · g1 negres rei | a8 negres torre · b8 negres cavall · f8 negres torre · a7 negres peó · b7 negres alfil · c7 negres peó · d7 negres peó · e7 negres dama · g7 negres peó · b6 negres peó · e6 negres peó · f6 blanques cavall · d4 blanques peó · g4 blanques cavall · h4 blanques peó · g3 blanques peó · a2 blanques peó · b2 blanques peó · c2 blanques peó · d2 blanques rei · e2 blanques alfil · f2 blanques peó · h2 blanques torre · a1 blanques torre · g1 negres rei | a8 negres torre · b8 negres cavall · f8 negres torre · a7 negres peó · b7 negres alfil · c7 negres peó · d7 negres peó · e7 negres dama · g7 negres peó · b6 negres peó · e6 negres peó · f6 blanques cavall · d4 blanques peó · g4 blanques cavall · h4 blanques peó · g3 blanques peó · a2 blanques peó · b2 blanques peó · c2 blanques peó · d2 blanques rei · e2 blanques alfil · f2 blanques peó · h2 blanques torre · a1 blanques torre · g1 negres rei | a8 negres torre · b8 negres cavall · f8 negres torre · a7 negres peó · b7 negres alfil · c7 negres peó · d7 negres peó · e7 negres dama · g7 negres peó · b6 negres peó · e6 negres peó · f6 blanques cavall · d4 blanques peó · g4 blanques cavall · h4 blanques peó · g3 blanques peó · a2 blanques peó · b2 blanques peó · c2 blanques peó · d2 blanques rei · e2 blanques alfil · f2 blanques peó · h2 blanques torre · a1 blanques torre · g1 negres rei | a8 negres torre · b8 negres cavall · f8 negres torre · a7 negres peó · b7 negres alfil · c7 negres peó · d7 negres peó · e7 negres dama · g7 negres peó · b6 negres peó · e6 negres peó · f6 blanques cavall · d4 blanques peó · g4 blanques cavall · h4 blanques peó · g3 blanques peó · a2 blanques peó · b2 blanques peó · c2 blanques peó · d2 blanques rei · e2 blanques alfil · f2 blanques peó · h2 blanques torre · a1 blanques torre · g1 negres rei | a8 negres torre · b8 negres cavall · f8 negres torre · a7 negres peó · b7 negres alfil · c7 negres peó · d7 negres peó · e7 negres dama · g7 negres peó · b6 negres peó · e6 negres peó · f6 blanques cavall · d4 blanques peó · g4 blanques cavall · h4 blanques peó · g3 blanques peó · a2 blanques peó · b2 blanques peó · c2 blanques peó · d2 blanques rei · e2 blanques alfil · f2 blanques peó · h2 blanques torre · a1 blanques torre · g1 negres rei | 5 |
| 4 | a8 negres torre · b8 negres cavall · f8 negres torre · a7 negres peó · b7 negres alfil · c7 negres peó · d7 negres peó · e7 negres dama · g7 negres peó · b6 negres peó · e6 negres peó · f6 blanques cavall · d4 blanques peó · g4 blanques cavall · h4 blanques peó · g3 blanques peó · a2 blanques peó · b2 blanques peó · c2 blanques peó · d2 blanques rei · e2 blanques alfil · f2 blanques peó · h2 blanques torre · a1 blanques torre · g1 negres rei | a8 negres torre · b8 negres cavall · f8 negres torre · a7 negres peó · b7 negres alfil · c7 negres peó · d7 negres peó · e7 negres dama · g7 negres peó · b6 negres peó · e6 negres peó · f6 blanques cavall · d4 blanques peó · g4 blanques cavall · h4 blanques peó · g3 blanques peó · a2 blanques peó · b2 blanques peó · c2 blanques peó · d2 blanques rei · e2 blanques alfil · f2 blanques peó · h2 blanques torre · a1 blanques torre · g1 negres rei | a8 negres torre · b8 negres cavall · f8 negres torre · a7 negres peó · b7 negres alfil · c7 negres peó · d7 negres peó · e7 negres dama · g7 negres peó · b6 negres peó · e6 negres peó · f6 blanques cavall · d4 blanques peó · g4 blanques cavall · h4 blanques peó · g3 blanques peó · a2 blanques peó · b2 blanques peó · c2 blanques peó · d2 blanques rei · e2 blanques alfil · f2 blanques peó · h2 blanques torre · a1 blanques torre · g1 negres rei | a8 negres torre · b8 negres cavall · f8 negres torre · a7 negres peó · b7 negres alfil · c7 negres peó · d7 negres peó · e7 negres dama · g7 negres peó · b6 negres peó · e6 negres peó · f6 blanques cavall · d4 blanques peó · g4 blanques cavall · h4 blanques peó · g3 blanques peó · a2 blanques peó · b2 blanques peó · c2 blanques peó · d2 blanques rei · e2 blanques alfil · f2 blanques peó · h2 blanques torre · a1 blanques torre · g1 negres rei | a8 negres torre · b8 negres cavall · f8 negres torre · a7 negres peó · b7 negres alfil · c7 negres peó · d7 negres peó · e7 negres dama · g7 negres peó · b6 negres peó · e6 negres peó · f6 blanques cavall · d4 blanques peó · g4 blanques cavall · h4 blanques peó · g3 blanques peó · a2 blanques peó · b2 blanques peó · c2 blanques peó · d2 blanques rei · e2 blanques alfil · f2 blanques peó · h2 blanques torre · a1 blanques torre · g1 negres rei | a8 negres torre · b8 negres cavall · f8 negres torre · a7 negres peó · b7 negres alfil · c7 negres peó · d7 negres peó · e7 negres dama · g7 negres peó · b6 negres peó · e6 negres peó · f6 blanques cavall · d4 blanques peó · g4 blanques cavall · h4 blanques peó · g3 blanques peó · a2 blanques peó · b2 blanques peó · c2 blanques peó · d2 blanques rei · e2 blanques alfil · f2 blanques peó · h2 blanques torre · a1 blanques torre · g1 negres rei | a8 negres torre · b8 negres cavall · f8 negres torre · a7 negres peó · b7 negres alfil · c7 negres peó · d7 negres peó · e7 negres dama · g7 negres peó · b6 negres peó · e6 negres peó · f6 blanques cavall · d4 blanques peó · g4 blanques cavall · h4 blanques peó · g3 blanques peó · a2 blanques peó · b2 blanques peó · c2 blanques peó · d2 blanques rei · e2 blanques alfil · f2 blanques peó · h2 blanques torre · a1 blanques torre · g1 negres rei | a8 negres torre · b8 negres cavall · f8 negres torre · a7 negres peó · b7 negres alfil · c7 negres peó · d7 negres peó · e7 negres dama · g7 negres peó · b6 negres peó · e6 negres peó · f6 blanques cavall · d4 blanques peó · g4 blanques cavall · h4 blanques peó · g3 blanques peó · a2 blanques peó · b2 blanques peó · c2 blanques peó · d2 blanques rei · e2 blanques alfil · f2 blanques peó · h2 blanques torre · a1 blanques torre · g1 negres rei | 4 |
| 3 | a8 negres torre · b8 negres cavall · f8 negres torre · a7 negres peó · b7 negres alfil · c7 negres peó · d7 negres peó · e7 negres dama · g7 negres peó · b6 negres peó · e6 negres peó · f6 blanques cavall · d4 blanques peó · g4 blanques cavall · h4 blanques peó · g3 blanques peó · a2 blanques peó · b2 blanques peó · c2 blanques peó · d2 blanques rei · e2 blanques alfil · f2 blanques peó · h2 blanques torre · a1 blanques torre · g1 negres rei | a8 negres torre · b8 negres cavall · f8 negres torre · a7 negres peó · b7 negres alfil · c7 negres peó · d7 negres peó · e7 negres dama · g7 negres peó · b6 negres peó · e6 negres peó · f6 blanques cavall · d4 blanques peó · g4 blanques cavall · h4 blanques peó · g3 blanques peó · a2 blanques peó · b2 blanques peó · c2 blanques peó · d2 blanques rei · e2 blanques alfil · f2 blanques peó · h2 blanques torre · a1 blanques torre · g1 negres rei | a8 negres torre · b8 negres cavall · f8 negres torre · a7 negres peó · b7 negres alfil · c7 negres peó · d7 negres peó · e7 negres dama · g7 negres peó · b6 negres peó · e6 negres peó · f6 blanques cavall · d4 blanques peó · g4 blanques cavall · h4 blanques peó · g3 blanques peó · a2 blanques peó · b2 blanques peó · c2 blanques peó · d2 blanques rei · e2 blanques alfil · f2 blanques peó · h2 blanques torre · a1 blanques torre · g1 negres rei | a8 negres torre · b8 negres cavall · f8 negres torre · a7 negres peó · b7 negres alfil · c7 negres peó · d7 negres peó · e7 negres dama · g7 negres peó · b6 negres peó · e6 negres peó · f6 blanques cavall · d4 blanques peó · g4 blanques cavall · h4 blanques peó · g3 blanques peó · a2 blanques peó · b2 blanques peó · c2 blanques peó · d2 blanques rei · e2 blanques alfil · f2 blanques peó · h2 blanques torre · a1 blanques torre · g1 negres rei | a8 negres torre · b8 negres cavall · f8 negres torre · a7 negres peó · b7 negres alfil · c7 negres peó · d7 negres peó · e7 negres dama · g7 negres peó · b6 negres peó · e6 negres peó · f6 blanques cavall · d4 blanques peó · g4 blanques cavall · h4 blanques peó · g3 blanques peó · a2 blanques peó · b2 blanques peó · c2 blanques peó · d2 blanques rei · e2 blanques alfil · f2 blanques peó · h2 blanques torre · a1 blanques torre · g1 negres rei | a8 negres torre · b8 negres cavall · f8 negres torre · a7 negres peó · b7 negres alfil · c7 negres peó · d7 negres peó · e7 negres dama · g7 negres peó · b6 negres peó · e6 negres peó · f6 blanques cavall · d4 blanques peó · g4 blanques cavall · h4 blanques peó · g3 blanques peó · a2 blanques peó · b2 blanques peó · c2 blanques peó · d2 blanques rei · e2 blanques alfil · f2 blanques peó · h2 blanques torre · a1 blanques torre · g1 negres rei | a8 negres torre · b8 negres cavall · f8 negres torre · a7 negres peó · b7 negres alfil · c7 negres peó · d7 negres peó · e7 negres dama · g7 negres peó · b6 negres peó · e6 negres peó · f6 blanques cavall · d4 blanques peó · g4 blanques cavall · h4 blanques peó · g3 blanques peó · a2 blanques peó · b2 blanques peó · c2 blanques peó · d2 blanques rei · e2 blanques alfil · f2 blanques peó · h2 blanques torre · a1 blanques torre · g1 negres rei | a8 negres torre · b8 negres cavall · f8 negres torre · a7 negres peó · b7 negres alfil · c7 negres peó · d7 negres peó · e7 negres dama · g7 negres peó · b6 negres peó · e6 negres peó · f6 blanques cavall · d4 blanques peó · g4 blanques cavall · h4 blanques peó · g3 blanques peó · a2 blanques peó · b2 blanques peó · c2 blanques peó · d2 blanques rei · e2 blanques alfil · f2 blanques peó · h2 blanques torre · a1 blanques torre · g1 negres rei | 3 |
| 2 | a8 negres torre · b8 negres cavall · f8 negres torre · a7 negres peó · b7 negres alfil · c7 negres peó · d7 negres peó · e7 negres dama · g7 negres peó · b6 negres peó · e6 negres peó · f6 blanques cavall · d4 blanques peó · g4 blanques cavall · h4 blanques peó · g3 blanques peó · a2 blanques peó · b2 blanques peó · c2 blanques peó · d2 blanques rei · e2 blanques alfil · f2 blanques peó · h2 blanques torre · a1 blanques torre · g1 negres rei | a8 negres torre · b8 negres cavall · f8 negres torre · a7 negres peó · b7 negres alfil · c7 negres peó · d7 negres peó · e7 negres dama · g7 negres peó · b6 negres peó · e6 negres peó · f6 blanques cavall · d4 blanques peó · g4 blanques cavall · h4 blanques peó · g3 blanques peó · a2 blanques peó · b2 blanques peó · c2 blanques peó · d2 blanques rei · e2 blanques alfil · f2 blanques peó · h2 blanques torre · a1 blanques torre · g1 negres rei | a8 negres torre · b8 negres cavall · f8 negres torre · a7 negres peó · b7 negres alfil · c7 negres peó · d7 negres peó · e7 negres dama · g7 negres peó · b6 negres peó · e6 negres peó · f6 blanques cavall · d4 blanques peó · g4 blanques cavall · h4 blanques peó · g3 blanques peó · a2 blanques peó · b2 blanques peó · c2 blanques peó · d2 blanques rei · e2 blanques alfil · f2 blanques peó · h2 blanques torre · a1 blanques torre · g1 negres rei | a8 negres torre · b8 negres cavall · f8 negres torre · a7 negres peó · b7 negres alfil · c7 negres peó · d7 negres peó · e7 negres dama · g7 negres peó · b6 negres peó · e6 negres peó · f6 blanques cavall · d4 blanques peó · g4 blanques cavall · h4 blanques peó · g3 blanques peó · a2 blanques peó · b2 blanques peó · c2 blanques peó · d2 blanques rei · e2 blanques alfil · f2 blanques peó · h2 blanques torre · a1 blanques torre · g1 negres rei | a8 negres torre · b8 negres cavall · f8 negres torre · a7 negres peó · b7 negres alfil · c7 negres peó · d7 negres peó · e7 negres dama · g7 negres peó · b6 negres peó · e6 negres peó · f6 blanques cavall · d4 blanques peó · g4 blanques cavall · h4 blanques peó · g3 blanques peó · a2 blanques peó · b2 blanques peó · c2 blanques peó · d2 blanques rei · e2 blanques alfil · f2 blanques peó · h2 blanques torre · a1 blanques torre · g1 negres rei | a8 negres torre · b8 negres cavall · f8 negres torre · a7 negres peó · b7 negres alfil · c7 negres peó · d7 negres peó · e7 negres dama · g7 negres peó · b6 negres peó · e6 negres peó · f6 blanques cavall · d4 blanques peó · g4 blanques cavall · h4 blanques peó · g3 blanques peó · a2 blanques peó · b2 blanques peó · c2 blanques peó · d2 blanques rei · e2 blanques alfil · f2 blanques peó · h2 blanques torre · a1 blanques torre · g1 negres rei | a8 negres torre · b8 negres cavall · f8 negres torre · a7 negres peó · b7 negres alfil · c7 negres peó · d7 negres peó · e7 negres dama · g7 negres peó · b6 negres peó · e6 negres peó · f6 blanques cavall · d4 blanques peó · g4 blanques cavall · h4 blanques peó · g3 blanques peó · a2 blanques peó · b2 blanques peó · c2 blanques peó · d2 blanques rei · e2 blanques alfil · f2 blanques peó · h2 blanques torre · a1 blanques torre · g1 negres rei | a8 negres torre · b8 negres cavall · f8 negres torre · a7 negres peó · b7 negres alfil · c7 negres peó · d7 negres peó · e7 negres dama · g7 negres peó · b6 negres peó · e6 negres peó · f6 blanques cavall · d4 blanques peó · g4 blanques cavall · h4 blanques peó · g3 blanques peó · a2 blanques peó · b2 blanques peó · c2 blanques peó · d2 blanques rei · e2 blanques alfil · f2 blanques peó · h2 blanques torre · a1 blanques torre · g1 negres rei | 2 |
| 1 | a8 negres torre · b8 negres cavall · f8 negres torre · a7 negres peó · b7 negres alfil · c7 negres peó · d7 negres peó · e7 negres dama · g7 negres peó · b6 negres peó · e6 negres peó · f6 blanques cavall · d4 blanques peó · g4 blanques cavall · h4 blanques peó · g3 blanques peó · a2 blanques peó · b2 blanques peó · c2 blanques peó · d2 blanques rei · e2 blanques alfil · f2 blanques peó · h2 blanques torre · a1 blanques torre · g1 negres rei | a8 negres torre · b8 negres cavall · f8 negres torre · a7 negres peó · b7 negres alfil · c7 negres peó · d7 negres peó · e7 negres dama · g7 negres peó · b6 negres peó · e6 negres peó · f6 blanques cavall · d4 blanques peó · g4 blanques cavall · h4 blanques peó · g3 blanques peó · a2 blanques peó · b2 blanques peó · c2 blanques peó · d2 blanques rei · e2 blanques alfil · f2 blanques peó · h2 blanques torre · a1 blanques torre · g1 negres rei | a8 negres torre · b8 negres cavall · f8 negres torre · a7 negres peó · b7 negres alfil · c7 negres peó · d7 negres peó · e7 negres dama · g7 negres peó · b6 negres peó · e6 negres peó · f6 blanques cavall · d4 blanques peó · g4 blanques cavall · h4 blanques peó · g3 blanques peó · a2 blanques peó · b2 blanques peó · c2 blanques peó · d2 blanques rei · e2 blanques alfil · f2 blanques peó · h2 blanques torre · a1 blanques torre · g1 negres rei | a8 negres torre · b8 negres cavall · f8 negres torre · a7 negres peó · b7 negres alfil · c7 negres peó · d7 negres peó · e7 negres dama · g7 negres peó · b6 negres peó · e6 negres peó · f6 blanques cavall · d4 blanques peó · g4 blanques cavall · h4 blanques peó · g3 blanques peó · a2 blanques peó · b2 blanques peó · c2 blanques peó · d2 blanques rei · e2 blanques alfil · f2 blanques peó · h2 blanques torre · a1 blanques torre · g1 negres rei | a8 negres torre · b8 negres cavall · f8 negres torre · a7 negres peó · b7 negres alfil · c7 negres peó · d7 negres peó · e7 negres dama · g7 negres peó · b6 negres peó · e6 negres peó · f6 blanques cavall · d4 blanques peó · g4 blanques cavall · h4 blanques peó · g3 blanques peó · a2 blanques peó · b2 blanques peó · c2 blanques peó · d2 blanques rei · e2 blanques alfil · f2 blanques peó · h2 blanques torre · a1 blanques torre · g1 negres rei | a8 negres torre · b8 negres cavall · f8 negres torre · a7 negres peó · b7 negres alfil · c7 negres peó · d7 negres peó · e7 negres dama · g7 negres peó · b6 negres peó · e6 negres peó · f6 blanques cavall · d4 blanques peó · g4 blanques cavall · h4 blanques peó · g3 blanques peó · a2 blanques peó · b2 blanques peó · c2 blanques peó · d2 blanques rei · e2 blanques alfil · f2 blanques peó · h2 blanques torre · a1 blanques torre · g1 negres rei | a8 negres torre · b8 negres cavall · f8 negres torre · a7 negres peó · b7 negres alfil · c7 negres peó · d7 negres peó · e7 negres dama · g7 negres peó · b6 negres peó · e6 negres peó · f6 blanques cavall · d4 blanques peó · g4 blanques cavall · h4 blanques peó · g3 blanques peó · a2 blanques peó · b2 blanques peó · c2 blanques peó · d2 blanques rei · e2 blanques alfil · f2 blanques peó · h2 blanques torre · a1 blanques torre · g1 negres rei | a8 negres torre · b8 negres cavall · f8 negres torre · a7 negres peó · b7 negres alfil · c7 negres peó · d7 negres peó · e7 negres dama · g7 negres peó · b6 negres peó · e6 negres peó · f6 blanques cavall · d4 blanques peó · g4 blanques cavall · h4 blanques peó · g3 blanques peó · a2 blanques peó · b2 blanques peó · c2 blanques peó · d2 blanques rei · e2 blanques alfil · f2 blanques peó · h2 blanques torre · a1 blanques torre · g1 negres rei | 1 |
|   | a | b | c | d | e | f | g | h |   |

Aquesta és la partida més famosa de Lasker i una de les més famoses de tots els temps:

Ed. Lasker-Sir George Thomas, Londres 1911 (blitz) 1.d4 e6 2.Cf3 f5 3.Cc3 Cf6 4.Ag5 Ae7 5.Axf6 Axf6 6.e4 fxe4 7.Cxe4 b6 8.Ce5 O-O 9.Ad3 Ab7 10.Dh5!? De7??
(diagrama de l'esquerra; 10...Axe5! 11.Dxe5 Cc6 o 11.dxe5 Tf5 guanya un peó)
11.Dxh7+!! Rxh7 12.Cxf6+ Rh6 (12...Rh8 13.Cg6#) 13.Ceg4+ Rg5 14.h4+ Rf4 15.g3+ Rf3 16.Ae2+ Rg2 17.Th2+ Rg1 18.Rd2# 1-0 (diagrama de la dreta)